# Lista campioanelor Portugaliei la fotbal
Campioanele Portugaliei la fotbal sunt câștigătoarele eșalonului fotbalistic superior din Portugalia, Prim Ligă (experimental) din 1934-35 până în 1937-38, Prima Divizie din 1938-39 până în 1998-99 și Prima Ligă din 1999-2000.

## Istorie
Prima competiție care a dat campioana de fotbal portughez a fost numit Campeonato de Portugal (Campionatul Portugaliei). Aceasta corespunde Cupei Portugaliei de azi și a fost organizat pe sistemul fazelor eliminatorii, deși titlurile din acele campionate nu contează ca titluri în Cupă.
În 1934 a fost formată o ligă experimentală (Primeira Liga Experimental). Aceasta a fost un succes și din sezonul 1938-39 se va începe cu decernarea titlurilor. Până atunci câștigătoarea era doar "campioană a ligii".
Fostul Campionat al Portugaliei a devenit Cupa Portugaliei, iar liga experimentală a devenit Campionatul Național al Primei Divizii, de obicei numit[ Prima Divizie.
Din 1999, Prima Divizie este numită Prima Ligă.
SL Benfica, ce are 34 de titluri, a fost încoronată campioană mai mult decât oricare altă echipă, dominând în anii 1960 și 1970. Ei sunt urmați de FC Porto cu 27 de titluri, care a dominat anii 1990 și 2000. Pe locul al treilea se află Sporting Clube de Portugal cu 18 titluri. dominând anii 1940 și 1950. CF Os Belenenses și Boavista FC sunt celelalte echipe care au reușit să câștige titlul, fiecare o singură dată.

## Campioane
| Club                     | Club                     | Club                     | Club                     | Jucător                           | Jucător                  | Jucător                  |
| Sezon                    | Campioana                | Locul 2                  | Locul 3                  | Bola de Prata (Golgeter)          | Club                     | Goluri                   |
| Experimental (Neoficial) | Experimental (Neoficial) | Experimental (Neoficial) | Experimental (Neoficial) | Experimental (Neoficial)          | Experimental (Neoficial) | Experimental (Neoficial) |
| ------------------------ | ------------------------ | ------------------------ | ------------------------ | --------------------------------- | ------------------------ | ------------------------ |
| 1934–35                  | Porto                    | Sporting CP              | Benfica                  | Soeiro                            | Sporting CP              | 14                       |
| 1935–36                  | Benfica                  | Porto                    | Sporting CP              | Pinga                             | Porto                    | 21                       |
| 1936–37                  | Benfica (2)              | Belenenses               | Sporting CP              | Soeiro                            | Sporting CP              | 24                       |
| 1937–38                  | Benfica (3)              | Porto                    | Sporting CP              | Fernando Peyroteo                 | Sporting CP              | 34                       |
| Primeira Divisão         |                          |                          |                          |                                   |                          |                          |
| 1938–39                  | Porto (2)                | Sporting CP              | Benfica                  | Costuras                          | Porto                    | 18                       |
| 1939–40                  | Porto (3)                | Sporting CP              | Belenenses               | Fernando Peyroteo Slavkoo Kordnya | Sporting CP Porto        | 29                       |
| 1940–41                  | Sporting CP              | Porto                    | Belenenses               | Fernando Peyroteo                 | Sporting CP              | 29                       |
| 1941–42                  | Benfica (4)              | Sporting CP              | Belenenses               | Correia Dias                      | Porto                    | 36                       |
| 1942–43                  | Benfica (5)              | Sporting CP              |                          | Belenenses Julinho                | Benfica                  | 24                       |
| 1943–44                  | Sporting CP (2)          | Benfica                  | Atlético CP              | Francisco Rodrigues               | Vitória de Setúbal       | 28                       |
| 1944–45                  | Benfica (6)              | Sporting CP              | Belenenses               | Francisco Rodrigues               | Vitória de Setúbal       | 21                       |
| 1945–46                  | Belenenses               | Benfica                  | Sporting CP              | Fernando Peyroteo                 | Sporting CP              | 37                       |
| 1946–47                  | Sporting CP (3)          | Benfica                  | Porto                    | Fernando Peyroteo                 | Sporting CP              | 43                       |
| 1947–48                  | Sporting CP (4)          | Benfica                  | Belenenses               | António Araújo                    | Porto                    | 36                       |
| 1948–49                  | Sporting CP (5)          | Benfica                  | Belenenses               | Fernando Peyroteo                 | Sporting CP              | 40                       |
| 1949–50                  | Benfica (7)              | Sporting CP              | Atlético CP              | Julinho                           | Benfica                  | 28                       |
| 1950–51                  | Sporting CP (6)          | Porto                    | Benfica                  | Manuel Vasques                    | Sporting CP              | 29                       |
| 1951–52                  | Sporting CP (7)          | Benfica                  | Porto                    | José Águas                        | Benfica                  | 28                       |
| 1952–53                  | Sporting CP (8)          | Benfica                  | Belenenses               | Matateu                           | Belenenses               | 29                       |
| 1953–54                  | Sporting CP (9)          | Porto                    | Benfica                  | João Martins                      | Sporting CP              | 31                       |
| 1954–55                  | Benfica (8)              | Belenenses               | Sporting CP              | Matateu                           | Belenenses               | 32                       |
| 1955–56                  | Porto (4)                | Benfica                  | Belenenses               | José Águas                        | Benfica                  | 28                       |
| 1956–57                  | Benfica (9)              | Porto                    | Belenenses               | José Águas                        | Benfica                  | 30                       |
| 1957–58                  | Sporting CP (10)         | Porto                    | Benfica                  | Arsénio Duarte                    | GD CUF                   | 23                       |
| 1958–59                  | Porto (5)                | Benfica                  | Belenenses               | José Águas                        | Benfica                  | 26                       |
| 1959–60                  | Benfica (10)             | Sporting CP              | Belenenses               | Edmur Ribeiro                     | Vitória de Guimarães     | 25                       |
| 1960–61                  | Benfica (11)             | Sporting CP              | Porto                    | José Águas                        | Benfica                  | 27                       |
| 1961–62                  | Sporting CP (11)         | Porto                    | Benfica                  | Veríssimo                         | Porto                    | 23                       |
| 1962–63                  | Benfica (12)             | Porto                    | Sporting CP              | José Augusto Torres               | Benfica                  | 26                       |
| 1963–64                  | Benfica (13)             | Porto                    | Sporting CP              | Eusébio                           | Benfica                  | 28                       |
| 1964–65                  | Benfica (14)             | Porto                    | CUF Barreiro             | Eusébio                           | Benfica                  | 28                       |
| 1965–66                  | Sporting CP (12)         | Benfica                  | Porto                    | Eusébio Ernesto Figueiredo        | Benfica Sporting CP      | 25                       |
| 1966–67                  | Benfica (15)             | Académica Coimbra        | Porto                    | Eusébio                           | Benfica                  | 31                       |
| 1967–68                  | Benfica (16)             | Sporting CP              | Porto                    | Eusébio                           | Benfica                  | 42                       |
| 1968–69                  | Benfica (17)             | Porto                    | Vitória de Guimarães     | Manuel António                    | Académica Coimbra        | 19                       |
| 1969–70                  | Sporting CP (13)         | Benfica                  | Vitória de Setúbal       | Eusébio                           | Benfica                  | 20                       |
| 1970–71                  | Benfica (18)             | Sporting CP              | Porto                    | Artur Jorge                       | Benfica                  | 23                       |
| 1971–72                  | Benfica (19)             | Vitória de Setúbal       | Sporting CP              | Artur Jorge                       | Benfica                  | 27                       |
| 1972–73                  | Benfica (20)             | Belenenses               | Vitória de Setúbal       | Eusébio                           | Benfica                  | 40                       |
| 1973–74                  | Sporting CP (14)         | Benfica                  | Vitória de Setúbal       | Héctor Yazalde                    | Sporting CP              | 46                       |
| 1974–75                  | Benfica (21)             | Porto                    | Sporting CP              | Héctor Yazalde                    | Sporting CP              | 30                       |
| 1975–76                  | Benfica (22)             | Boavista                 | Belenenses               | Rui Jordão                        | Benfica                  | 30                       |
| 1976–77                  | Benfica (23)             | Sporting CP              | Porto                    | Fernando Gomes                    | Porto                    | 26                       |
| 1977–78                  | Porto (6)                | Benfica                  | Sporting CP              | Fernando Gomes                    | Porto                    | 25                       |
| 1978–79                  | Porto (7)                | Benfica                  | Sporting CP              | Fernando Gomes                    | Porto                    | 27                       |
| 1979–80                  | Sporting CP (15)         | Porto                    | Benfica                  | Rui Jordão                        | Sporting CP              | 31                       |
| 1980–81                  | Benfica (24)             | Porto                    | Sporting CP              | Nené                              | Benfica                  | 20                       |
| 1981–82                  | Sporting CP (16)         | Benfica                  | Porto                    | Jacques Pereira                   | Porto                    | 27                       |
| 1982–83                  | Benfica (25)             | Porto                    | Sporting CP              | Fernando Gomes                    | Porto                    | 36                       |
| 1983–84                  | Benfica (26)             | Porto                    | Sporting CP              | Fernando Gomes Nené               | Porto Benfica            | 21                       |
| 1984–85                  | Porto (8)                | Sporting CP              | Benfica                  | Fernando Gomes                    | Porto                    | 39                       |
| 1985–86                  | Porto (9)                | Benfica                  | Sporting CP              | Manuel Fernandes                  | Sporting CP              | 30                       |
| 1986–87                  | Benfica (27)             | Porto                    | Vitória de Guimarães     | Paulinho Cascavel                 | Vitória de Guimarães     | 22                       |
| 1987–88                  | Porto (10)               | Benfica                  | Belenenses               | Paulinho Cascavel                 | Sporting CP              | 23                       |
| 1988–89                  | Benfica (28)             | Porto                    | Boavista                 | Vata                              | Benfica                  | 16                       |
| 1989–90                  | Porto (11)               | Benfica                  | Sporting CP              | Mats Magnusson                    | Benfica                  | 33                       |
| 1990–91                  | Benfica (29)             | Porto                    | Sporting CP              | Rui Águas                         | Benfica                  | 25                       |
| 1991–92                  | Porto (12)               | Benfica                  | Boavista                 | Ricky                             | Boavista                 | 30                       |
| 1992–93                  | Porto (13)               | Benfica                  | Sporting CP              | Jorge Cadete                      | Sporting CP              | 18                       |
| 1993–94                  | Benfica (30)             | Porto                    | Sporting CP              | Rashidi Yekini                    | Vitória de Setúbal       | 21                       |
| 1994–95                  | Porto (14)               | Sporting CP              | Benfica                  | Hassan Nader                      | Farense                  | 21                       |
| 1995–96                  | Porto (15)               | Benfica                  | Sporting CP              | Domingos Paciência                | Porto                    | 25                       |
| 1996–97                  | Porto (16)               | Sporting CP              | Benfica                  | Mário Jardel                      | Porto                    | 30                       |
| 1997–98                  | Porto (17)               | Benfica                  | Vitória de Guimarães     | Mário Jardel                      | Porto                    | 26                       |
| 1998–99                  | Porto (18)               | Boavista                 | Benfica                  | Mário Jardel                      | Porto                    | 36                       |
| Primeira Liga            |                          |                          |                          |                                   |                          |                          |
| 1999–00                  | Sporting CP (17)         | Porto                    | Benfica                  | Mário Jardel                      | Porto                    | 37                       |
| 2000–01                  | Boavista                 | Porto                    | Sporting CP              | Renivaldo Pena                    | Porto                    | 22                       |
| 2001–02                  | Sporting CP (18)         | Boavista                 | Porto                    | Mário Jardel                      | Sporting CP              | 42                       |
| 2002–03                  | Porto (19)               | Benfica                  | Sporting CP              | Fary Faye Simão Sabrosa           | Beira-Mar Benfica        | 18                       |
| 2003–04                  | Porto (20)               | Benfica                  | Sporting CP              | Benni McCarthy                    | Porto                    | 20                       |
| 2004–05                  | Benfica (31)             | Porto                    | Sporting CP              | Liédson                           | Sporting CP              | 25                       |
| 2005–06                  | Porto (21)               | Sporting CP              | Benfica                  | Albert Meyong                     | Belenenses               | 17                       |
| 2006–07                  | Porto (22)               | Sporting CP              | Benfica                  | Liédson                           | Sporting CP              | 15                       |
| 2007–08                  | Porto (23)               | Sporting CP              | Vitória de Guimarães     | Lisandro López                    | Porto                    | 24                       |
| 2008–09                  | Porto (24)               | Sporting CP              | Benfica                  | Nenê                              | Nacional                 | 20                       |
| 2009–10                  | Benfica (32)             | Braga                    | Porto                    | Óscar Cardozo                     | Benfica                  | 28                       |
| 2010–11                  | Porto(25)                | Benfica                  | Sporting CP              | Hulk                              | Porto                    | 23                       |
| 2011–12                  | Porto (26)               | Benfica                  | Braga                    | Óscar Cardozo                     | Benfica                  | 20                       |
| 2012–13                  | Porto (27)               | Benfica                  | Paços de Ferreira        | Jackson Martínez                  | Porto                    | 26                       |
| 2013–14                  | Benfica (33)             | Sporting CP              | Porto                    | Jackson Martínez                  | Porto                    | 20                       |
| 2014–15                  | Benfica (34)             | Porto                    | Sporting CP              | Jackson Martínez                  | Porto                    | 21                       |
| 2015–16                  | Benfica (35)             | Sporting CP              | Porto                    | Jonas Gonçalves Oliveira          | Benfica                  | 31                       |
| 2016–17                  | Benfica (36)             | Porto                    | Sporting CP              | Bas Dost                          | Sporting CP              | 34                       |
| 2017–18                  | Porto (28)               | Benfica                  | Sporting CP              | Jonas                             | Benfica                  | 34                       |
| 2018–19                  | Benfica (37)             | Porto                    | Sporting CP              | Haris Seferović                   | Benfica                  | 23                       |
| 2019–20                  | Porto (29)               | Benfica                  | Braga                    | Carlos Vinícius                   | Porto                    | 18                       |
| 2020–21                  | Sporting CP (19)         | Porto                    | Benfica                  | Pedro Gonçalves                   | Sporting CP              | 23                       |
| 2021-22                  | Porto (30)               | Sporting CP              | Benfica                  | Darwin Núñez                      | Benfica                  | 26                       |
| 2022-23                  | Benfica (38)             | Porto                    | Braga                    | Mehdi Taremi                      | Porto                    | 22                       |

## Total titluri câștigate
| Echipă      | Campioană | Vicecampioană | Sezoanele în care s-a câștigat titlul |
| Benfica     | 37        | 29            | 1936, 1937, 1938, 1942, 1943, 1945, 1950, 1955, 1957, 1960, 1961, 1963, 1964, 1965, 1967, 1968, 1969, 1971, 1972, 1973, 1975, 1976, 1977, 1981, 1983, 1984, 1987, 1989, 1991, 1994, 2005, 2010, 2014, 2015, 2016, 2017, 2019 |
| Porto       | 29        | 27            | 1935, 1939, 1940, 1956, 1959, 1978, 1979, 1985, 1986, 1988, 1990, 1992, 1993, 1995, 1996, 1997, 1998, 1999, 2003, 2004, 2006, 2007, 2008, 2009, 2011, 2012, 2013, 2018, 2020                                                 |
| Sporting CP | 18        | 21            | 1941, 1944, 1947, 1948, 1949, 1951, 1952, 1953, 1954, 1958, 1962, 1966, 1970, 1974, 1980, 1982, 2000, 2002 |
| Belenenses  | 1         | 3             | 1946 |
| Boavista    | 1         | 3             | 2001 |